# San Pancrazio, Rom
San Pancrazio är en församlingskyrka, titelkyrka och mindre basilika i Rom, helgad åt den helige martyren Pankratius. Kyrkan, som konsekrerades av påve Symmachus (498–514), är belägen vid Piazza di San Pancrazio i stadsdelen (quartiere) Gianicolense i västra Rom. Till församlingen hör även Santa Maria della Consolazione a Piazza Ottavilla och Cappella di Santa Giuliana Falconieri.
Församlingen förestås av oskodda karmeliter.

## Titelkyrka
Kyrkan stiftades år 1517 av påve Leo X som titelkyrka och har namnet San Pancrazio fuori le mura.
Kardinalpräster under 1900- och 2000-talet
- Achille Manara: 1895–1906
- Aristide Rinaldini: 1907–1920
- Giovanni Vincenzo Bonzano: 1922–1924
- Lorenzo Lauri: 1927–1941
- Vakant: 1941–1946
- Carlos Carmelo de Vasconcelos Motta: 1946–1982
- José Alí Lebrún Moratinos: 1983–2001
- Vakant: 2001–2006
- Antonio Cañizares Llovera: 2006–

## Bilder
| - Reliefen Den helige Pankratius martyrium. - San Pancrazio. Tryck av Girolamo Francino från år 1588. |